# Crataegus leonensis
Crataegus leonensis — вид рослин із родини трояндових (Rosaceae).

## Біоморфологічна характеристика
Це дерево заввишки 100–120 дм. Кора стовбура від темно-сірого до майже чорного кольору, товста, ребриста; гілки широко розлогі, складні. Молоді гілочки оливково-зелені, голі, 1-річні дуже темно-коричневі, старші сірі; колючки на гілочках не численні, прямі, 1-річні дуже темні, старші сірі, тонкі, 3.5 см. Листки: ніжка листка 40–50% довжини пластини; пластини від вузькояйцеподібних до ромбо-яйцеподібних або широкояйцеподібні, іноді довгасті або ± оберненояйцеподібні, 2.5–5 см, часточок 0, або 1 або 2 на кожній стороні, нечіткі, пазухи неглибокі, верхівка частки тупа або гостра, краї від дрібно до нечітко городчато-пилчасті, верхівка загострена, абаксіальна поверхня гола, адаксіально-головчаста, основні жилки рідковолосі. Суцвіття 3–7-квіткові. Квітки 16–20 мм у діаметрі; чашолистки вузькотрикутні, краю залозисто-пилчасті; пиляки від рожевих до блідо-пурпурних. Яблука від оранжево-червоних до рудих, часто зелено-крапчасті, майже округлі, 9–12 мм у діаметрі, голі; кісточок (2 чи)3 чи 4(чи 5). Цвітіння: квітень; плодоношення: вересень і жовтень.

## Середовище проживання
Вид зростає у Флориді та Джорджії США. Населяє піщані пагорбові відкриті ліси; на висотах 20–50 метрів.